# غلوكوكيناز
غلوكوكينازأو جلوكوكيناز(بالإنجليزية: Glucokinase)‏ ويسمى أيضا (هكسوكيناز IV) شيفرته الكيميائية (EC 2.7.1.2)، وهو أحد انزيمات الكبد، يسرع ويسهل عملية تحويل الغلوكوز إلى غلوكوز -6- فوسفات. وهي المرحلة الأولى من تحلل السكر (Glycolysis).

## الوظيفة
يقوم انزيم غلوكوكيناز بتسهل الفسفرة من الجلوكوز إلى جلوكوز 6 فوسفات. والذي يحدث في خلايا في الكبد والبنكرياس والأمعاء، والدماغ في البشر ومعظم الفقاريات الأخرى. فييلعب دورا هاما في كل من هذه الأجهزة في تنظيم التمثيل الغذائي للكربوهيدرات من خلال العمل كجهاز استشعار الجلوكوز، مما يثير التحولات في التمثيل الغذائي أو في وظيفة الخلية ويؤدي نتيجة ذلك إلى استجابة لارتفاع أو انخفاض مستويات الجلوكوز، حيث تبدا التغيرات في التمثيل الغذائي بسرعة وتضهر في تلك التي تحدث بعد وجبة الطعام أو عند الصيام. والطفرات في الجين المسؤول عن هذا الانزيم يمكن أن يسبب أشكال غير عادية من مرض السكري أو نقص السكر في الدم.

## التحفيز الكيميائي
الركيزة الرئيسية من الأهمية الفسيولوجية من غلوكوكيناز هو الجلوكوز، وهو المنتج الأكثر أهمية لجلوكوز 6 فوسفات (G6P). والركيزة الضرورية الأخرى، والتي هي مشتقة من الفوسفات، هو أدينوسين ثلاثي الفوسفات (ATP)، والتي يتم تحويلها إلى الأدينوساين ثنائي فسفات (ADP) عند إزالة الفوسفات.

## رد الفعل
رد الفعل الذي يحفزه الغلوكوكيناز هو:

ATP تشارك في رد فعل معقد في شكل المغنيسيوم (المغنيسيوم) باعتباره العامل المساعد. وعلاوة على ذلك، في ظل ظروف معينة، فان الغلوكوكيناز، مثل الهكوسوكيناز، يقوم بعملية الفسفرة في هيكسوز اس و (6 الكربون سكر اس) وفي جزيئات مماثلة. ولذلك يوصف بدقة أكبر رد فعل غلوكوكيناز العام كما الشكل التالي:
هيكسوز + MgATP2- → هيكسوز-Pأكسجين32- + MgADP- + H+

## وصلات اضافية
- GeneReviews/NCBI/NIH/UW entry on Familial Hyperinsulinism
- GeneReviews/NCBI/NIH/UW entry on Permanent Neonatal Diabetes Mellitus
- Glucokinase في المكتبة الوطنية الأمريكية للطب نظام فهرسة المواضيع الطبية (MeSH).